# (173) Ino
Pour les articles homonymes, voir Ino (homonymie).
(173) Ino est un astéroïde de la ceinture principale, découvert par Alphonse Borrelly le 1er août 1877. Son nom fait référence au personnage de la mythologie grecque Ino, une reine de Thèbes.